# El Aguilar
El Aguilar är en ort i Argentina.   Den ligger i provinsen Jujuy, i den norra delen av landet, 1 500 km nordväst om huvudstaden Buenos Aires. El Aguilar ligger 4 040 meter över havet och antalet invånare är 3 655.
Terrängen runt El Aguilar är kuperad åt sydost, men åt nordväst är den bergig. Runt El Aguilar är det mycket glesbefolkat, med 4 invånare per kvadratkilometer.. Det finns inga andra samhällen i närheten.
Omgivningarna runt El Aguilar är i huvudsak ett öppet busklandskap.